# Недосеков Максим Юрійович
Максим Юрійович Недосеков (біл. Максім Юр'евіч Недасекаў; нар. 21 січня 1998) — білоруський легкоатлет, який спеціалізується у стрибках у висоту.

## Із життєпису
Бронзовий олімпійський призер (2021).
Бронзовий призер Континентального кубка ІААФ (2018).
Срібний призер чемпіоната Європи (2018).
Чемпіон Європи в приміщенні (2021).
Чемпіон Європейських ігор у стрибках у висоту та срібний призер цих Ігор у командному заліку (2019).
Чемпіон Європи серед юніорів (2017).
Багаторазовий чемпіон Білорусі просто неба (2017, 2020, 2021) та в приміщенні (2018, 2021).
Тренується під керівництвом Тетяни Нарейко та Володимира Пологова.
Підтримує Президента Білорусі Олександра Лукашенка, 2020 року засудив протести опозиції і підписав провладний лист білоруських спортсменів.
У квітні 2023 року Недосіков потрапив під санкції України.

## Основні міжнародні виступи
| Рік  | Змагання                       | Місто     | Місце | Примітки         |
| ---- | ------------------------------ | --------- | ----- | ---------------- |
| 2016 | Чемпіонат світу серед юніорів  | Бидгощ    |       | Відео на YouTube |
| 2017 | Чемпіонат Європи серед юніорів | Гроссето  | 1     |                  |
| 2018 | Чемпіонат світу в приміщенні   | Бірмінгем |       | Відео на YouTube |
| 2018 | Чемпіонат Європи               | Берлін    | 2     | Відео на YouTube |
| 2018 | Континентальний кубок          | Острава   | 3     |                  |
| 2019 | Чемпіонат Європи в приміщенні  | Глазго    | 1кв8  |                  |
| 2019 | Європейські ігри               | Мінськ    | 1     |                  |
| 2019 | Чемпіонат Європи серед молоді  | Євле      | 1     |                  |
| 2019 | Чемпіонат світу                | Доха      |       | Відео на YouTube |
| 2021 | Чемпіонат Європи в приміщенні  | Торунь    | 1     | Відео на YouTube |
| 2021 | Олімпійські ігри               | Токіо     | 1     | Відео на YouTube |